# Maledizione di Turan
La Maledizione di Turan (in ungherese, Turáni átok) è una credenza secondo la quale gli ungheresi furono sotto l'effetto di un maleficio per molti secoli. La "maledizione" si manifesta come un conflitto interiore, pessimismo, sfortuna ed in alcuni casi anche catastrofi storiche.

## Catastrofi nazionali
Alcuni eventi della storia ungherese sono tradizionalmente visti come catastrofi nazionali e manifestazioni della "Maledizione di Turan":
- Battaglia di Mohi (1241) - Devastante sconfitta subita contro i Mongoli, che portò ad una drastica riduzione della popolazione.
- Battaglia di Mohács (1526) - Sconfitta decisiva durante la guerra contro gli Ottomani, che portò a circa 150 anni di dominazione turca.
- 13 martiri di Arad (1849) - Esecuzione dei 13 generali che guidarono la rivoluzione ungherese del 1848, a cui seguirono 15 anni di dura repressione.
- Trattato del Trianon (1920) - Trattato di pace firmato dopo la prima guerra mondiale, col quale l'Ungheria perse il 72% circa dei suoi territori.
- Seconda guerra mondiale (1939-1945) - Catastrofica alleanza con le Potenze dell'Asse.
- Rivoluzione ungherese del 1956 - Rivolta contro il regime comunista soffocata nel sangue da un intervento sovietico.